# Ледниковый период 4: Континентальный дрейф
«Леднико́вый пери́од 4: Континента́льный дрейф» (англ. Ice Age: Continental Drift) — американский компьютерно-анимационный приключенческий комедийный фильм 2012 года, снятый студией Blue Sky Studios и распространяемый студией 20th Century Fox. Это продолжение мультфильма «Ледниковый период 3: Эра динозавров» (2009) и четвёртый мультфильм во франшизе «Ледниковый период». Режиссёрами фильма выступили Стив Мартино и Майкл Турмайер (в его полнометражном режиссёрском дебюте). Рэй Романо, Джон Легуизамо, Денис Лири, Шонн Уильям Скотт, Джош Пек, Куин Латифа и Крис Уэдж повторяют свои роли из предыдущих фильмов, а Питер Динклэйдж, Дженнифер Лопес, Дрейк и Ники Минаж озвучивают новых персонажей. По сюжету, что Скрат по ошибке отправляет Мэнни, Сида и Диего по дрейфу на айсберге с бабушкой Сида и заставляет их столкнуться с бандой пиратов во главе с капитаном Гаттом.
Фильм был выпущен 12 июля 2012 года в России и 13 июля в США, став первым фильмом во франшизе, представленный в соотношении сторон 2,40:1. Хотя выступления, анимация, музыка, очарование и юмор были высоко оценены, критике были подвергнуты сюжет и неоригинальность. Несмотря на смешанные отзывы от критиков, он заработал 879,7 миллиона долларов по всему миру, став пятым кассовым фильмом 2012 года и самым кассовым мультфильмом того же года. Продолжение «Ледниковый период 5: Столкновение неизбежно» было выпущено в 2016 году.

## Сюжет
В результате дрейфа континентов, вызванного очередной попыткой Скрата спрятать свой неизменный жёлудь. Дочь мамонтов Мэнни и Элли по имени Персик выросла. Она воздыхает по молодому мамонту Итану; её отец Мэнни не одобряет увлечения дочери, постоянно пытаясь защитить её от опасностей окружающего мира, и из-за этого они ссорятся. Сама Персик нравится ежеобразному кроту Луису, хотя считает его лишь своим другом; крот ревнует её к Итану. Ленивец Сид по воле случая встречается со своей семьёй — группой ленивцев, которая, оставив с ним его надоедливую бабулю и таким образом избавившись от неё, поспешно покидает Сида.
Большая трещина в земле отделяет Мэнни, саблезубого тигра Диего, Сида и его бабулю от остального населения континента (в том числе семьи мамонта), и главные герои уплывают на льдине в океан. Мэнни успевает крикнуть Элли и Персик, чтобы они направлялись к земляному мосту, куда мамонт и его спутники постараются вернуться. Мамонты, оставшиеся на континенте, вместе с остальными животными направляются к мосту. Мэнни, Сид с бабулей и Диего, уплывающие на льдине всё дальше от континента, переживают шторм, после чего попадают в плен на пиратский корабль-айсберг, возглавляемый капитаном — гигантопитеком по имени Гатт. Капитан хочет сделать героев своими помощниками, однако герои не соглашаются, после чего хитростью освобождаются, разрушив корабль пиратов и уплыв на льдине. Также они спасают из воды старшего помощника капитана пиратов — саблезубую тигрицу Ширу.
Героям удаётся найти незнакомый остров и причалить к нему. Вскоре оказывается, что этот остров — Разворотная бухта, а значит, в конце фильма это путь домой. Этот же остров находят пираты, но обе группы поначалу не подозревают о присутствии друг друга. Шира, попав на остров, пытается убежать от главных героев, но её задерживает Диего. После этого главные герои узнают, что пираты находятся на острове и строят новый корабль, взяв для этого другой айсберг. Друзья решают захватить корабль, используя для этого помощь маленьких даманов — жителей острова, чьих сородичей поработил злобный Гатт. Шира вырывается из плена и, добравшись до пиратов, предупреждает их о присутствии на острове бывших пленников. Главным героям удаётся отвлечь пиратов и попасть на пустой корабль. В последние моменты Шира, в душу которой Диего заронил сомнение в необходимости хранить верность шайке пиратов, переходит на сторону главных героев и успешно препятствует капитану Гатту, который пытается попасть на уплывающий с ними корабль. При этом Шира не успевает попасть на сам корабль и остаётся с пиратами. Разъярённый Гатт откалывает большую льдину, которая становится третьим по счёту кораблём пиратов.
Диего, плывущий на корабле, осознаёт, что влюбился в Ширу. Герои с трудом спасаются от сирен — страшных рыбоподобных чудовищ, приманивающих путников посредством изображения особей противоположного пола для каждого из них. Тем временем животные, оставшиеся на континенте и добравшиеся до земляного моста, видят, что мост разрушен, и разрушения продолжаются, грозя достичь путников.
Мэнни, Сиду, Диего и бабуле на корабле также удаётся достичь континента. Там они обнаруживают Персика и Элли, взятых в плен пиратами (которые успели опередить героев). Мэнни хочет, чтобы капитан Гатт освободил мамонтов, взяв взамен его. Однако Гатт не отпускает их даже после того, как мамонт переходит с айсберга на пиратскую льдину. Капитана Гатта задерживает крот Луис, ведомый целью спасти мамонтиху Персик. После этого начинается битва между пиратами и главными героями, в которой значительную роль играет Детка — огромный кит, ранее подкармливаемый бабулей и казавшийся другим героям плодом её воображения. Когда Персик освобождает мать и они с Мэнни идут на корабль, Гатт задерживает его. В результате разрушения осколок льдины вместе с Гаттом и Мэнни отламывается и откидывает их от остальных. В решающей битве между ними Мэнни ударом дерева отбрасывает Гатта в океан и сам чуть туда не падает, но его спасает Детка. Она его привозит к остальным животным. Осознав, что их дома больше нет, герои плывут на льдине и вскоре причаливают к Разворотной бухте, где и остаются.
Разлучённые друзья рады вновь встретиться. Мэнни наконец осознаёт, что его дочь уже выросла, и разрешает ей гулять допоздна с Луисом и Итаном, которые мирятся между собой. Капитан Гатт становится пищей сирен. Диего и Шира становятся парой, а Сид находит бабуле вставную челюсть, чтобы тем самым избавить себя от необходимости пережёвывать для неё пищу.
Крысобел Скрат также является героем мультфильма. Он и его жёлудь, долетевшие до ядра Земли, становятся причиной дрейфа континентов. Вернувшись на поверхность, Скрат оказывается на маленькой льдине. Увидев на горизонте островок, крысобел добирается до него, после чего видит на дне океана жёлудь. Добравшись до жёлудя, Скрат обнаруживает на обратной стороне карту, ведущую к изобилию желудей, что заинтересовывает героя. К концу фильма Скрат добирается до Скратлантиды, которая на самом деле изобилует желудями и другими крысобелами, намного более разумными — занятыми наукой и искусством, а также умеющими говорить. Но Скрат не может побороть искушение и сдвигает с места самый большой жёлудь. Группа островов уходит под воду, а Скрат оказывается посреди сухой пустыни, которая стала Долиной Смерти, ни с чем. Его воплем заканчивается фильм.

## Роли озвучивали
| Роль            | Актёр                 |
| --------------- | --------------------- |
| Манфред (Мэнни) | Рэй Романо            |
| Сид             | Джон Легуизамо        |
| Диего           | Денис Лири            |
| Элли            | Куин Латифа           |
| Крэш            | Шонн Уильям Скотт     |
| Эдди            | Джош Пек              |
| Скрат           | Крис Уэдж             |
| Скратти         | Карен Дишер           |
| Персик          | Кики Палмер           |
| Шира            | Дженнифер Лопес       |
| Капитан Гад     | Питер Динклэйдж       |
| Бабуля          | Ванда Сайкс           |
| Луис            | Джош Гад              |
| Итан            | Дрейк                 |
| Сквинт          | Азиз Ансари           |
| Стеффи          | Ники Минаж            |
| Маршалл         | Бен Глейб             |
| Рац             | Ребел Уилсон          |
| Юнис            | Джой Бехар            |
| Флинн           | Ник Фрост             |
| Кэти            | Хизер Моррис          |
| Меган           | Элли Романо           |
| Милтон          | Алан Тьюдик           |
| Гупта           | Кунал Найяр           |
| Сайлас          | Ален Шаба             |
| Дядя Фангус     | Эдди ’Пайолин’ Сотело |
| Краб            | Джейсон Фрикчионе     |

## Производство
Первые подробности о мультфильме были объявлены 10 января 2010 года, когда газета The New York Times сообщила, что «Blue Sky» работает над четвёртым мультфильмом. 5 мая 2010 года было объявлено, что мультфильм выйдет в широкий прокат 13 июля 2012 года.

### Ледниковый период: Разморозка
Четвёртая часть серии изначально была анонсирована под названием «Ледниковый период: Разморозка» (англ. Ice Age: Thaw). Сообщалось, что, согласно сюжету, действие происходило в наши дни. Мэнни, Сид, Диего и Скрат замёрзли во льдах и попадают в палеонтологический музей как выставочные замороженные экспонаты. Но в результате ошибки музейных сотрудников сломалась морозильная система, и животные разморозились. В результате главных героев ждали приключения в наши дни.

## Критика
Мультфильм в целом получил смешанные отзывы от критиков. По отзывам сайта Rotten Tomatoes 38 % критиков дали положительные отзывы, средняя оценка 5,1/10 на основе 127 отзывов. Критики отметили в мультфильме очень остроумный юмор, но многие идеи уже были в предыдущих частях и в этой части были недостаточно переработаны.
Роджер Эберт дал фильму две звезды из четырёх, процитировав таким образом: «Просмотр данного фильма для меня было скучным занятием. Персонажи очень безумные и идиотские, а вместо умных диалогов бесконечная болтовня. Фильм полностью зависел от 3D, ярких тонов, отличного звука и нескольких песен в некоторых моментах.». Симон Брю дал мультфильму четыре звезды, заявив, что «Ледниковый период 4» — лучшая часть из серии. На КиноПоиске и IMDb рейтинг фильма варьировался от 6,6 до 7.

## Продолжение
В декабре 2013 года кинокомпании 20th Century Fox и Blue Sky Studios объявили о начале производства пятой части франшизы «Ледниковый период». Премьера картины состоялась 14 июля 2016 года.

## Компьютерные игры
Ice Age Village — это мобильная игра, разработанная компанией Gameloft. Выпуск игры произошёл 5 апреля 2012 года для iPad, iPhone и Android. По сюжету, игрок должен построить деревню для пострадавших от дрейфа животных. В игре присутствуют животные, которые были вырезаны из фильмов: земляной червь, летучая мышь и паукообразная обезьяна для второго фильма, паразауролоф для третьего и лошади — для четвёртого.
Ice Age: Continental Drift — Arctic Games — компьютерная игра на основе мультфильма, которая была разработана Artificial Mind and Movement и опубликована Activision. Её выпуск состоялся 10 июля, 2012 для Wii, Nintendo 3DS, Nintendo DS, и Kinect. По сюжету, главные герои устраивают спортивные состязания с пиратами.

## Съёмочная группа
- Режиссёры — Стив Мартино, Марк Трумейер
- Продюсеры — Лори Форте, Джон С. Донкин
- Сценаристы — Майкл Берг, Джейсон Фукс, Майк Рейсс
- Оператор — Ренато Фалькао
- Композитор — Джон Пауэлл
- Художник — Нэш Данниган
- Монтаж — Джеймс Палумбо, Дэвид Йен Сэлтер